# La Habitación del Pavo Real
"Armonía en Azul y Oro: La Habitación del Pavo Real" (también conocida como El Salón del Pavo Real o The Peacock Room) es una obra maestra del arte mural decorativo, concebida por James McNeill Whistler, quien pintó una serie de paneles en una rica paleta unificada de brillantes tonos azules y verdes, veladuras y decorados con pan de oro. Realizada entre 1876–77, está considerada una de las más relevantes muestras de decoración de interiores, ejemplo del estilo anglo-japonés.

## Historia
La Habitación del Pavo Real fue originalmente diseñada como un cenador para el palacete localizado en el n° 49 de Prince's Gate del barrio de Kensington en Londres, propiedad del naviero británico y magnate Frederick Richards Leyland. Leyland contrató al arquitecto británico Richard Norman Shaw para remodelar y redecorar su casa. A su vez, Shaw confió el cenador a Thomas Jeckyll, otro arquitecto británico experimentado en el estilo anglo-japonés. Jeckyll concibió la habitación como una Porsellanzimmer (habitación de la porcelana).
Cubrió las paredes con piezas de cuero labrado manufacturado seis siglos antes, procedente de la dote traída a Inglaterra por Catalina de Aragón. Estaban pintadas con sus escudos heráldicos: granadas abiertas, y una serie de rosas rojas, rosas Tudor, para simbolizar su unión con Enrique VIII de Inglaterra. Habían estado colgadas en las paredes de una casa de estilo Tudor en Norfolk durante siglos, antes de que fuesen adquiridas por Leyland por 1.000 libras. Sobre estas paredes, Jeckyll construyó un enrejado intrincado de estantes de madera de nogal para colocar la colección de porcelana china azul y blanca propiedad de Leyland (mayoritariamente del periodo Kangxi de la dinastía Qing).
Al lado sur de la habitación, se colocó un aparador de nogal en el centro, justo bajo un tablero grande sin recubrir de cuero, y flanqueado a ambos lados por estantes con molduras. En el lado este, tres ventanas altas dividen la habitación con acceso a un parque privado, cubiertas por contraventanas de nogal. Al norte, una chimenea, sobre la que está colocado un cuadro del pintor norteamericano James McNeill Whistler, "Rosa y Plata: La Princesa de la Tierra de Porcelana", punto focal de la habitación. El techo estaba decorado con un artesonado de estilo neotudor, iluminado por ocho livianos globos de cristal de la luz de gas. Para completar la decoración, Jeckyll colocó una alfombra con un borde rojo en el suelo.

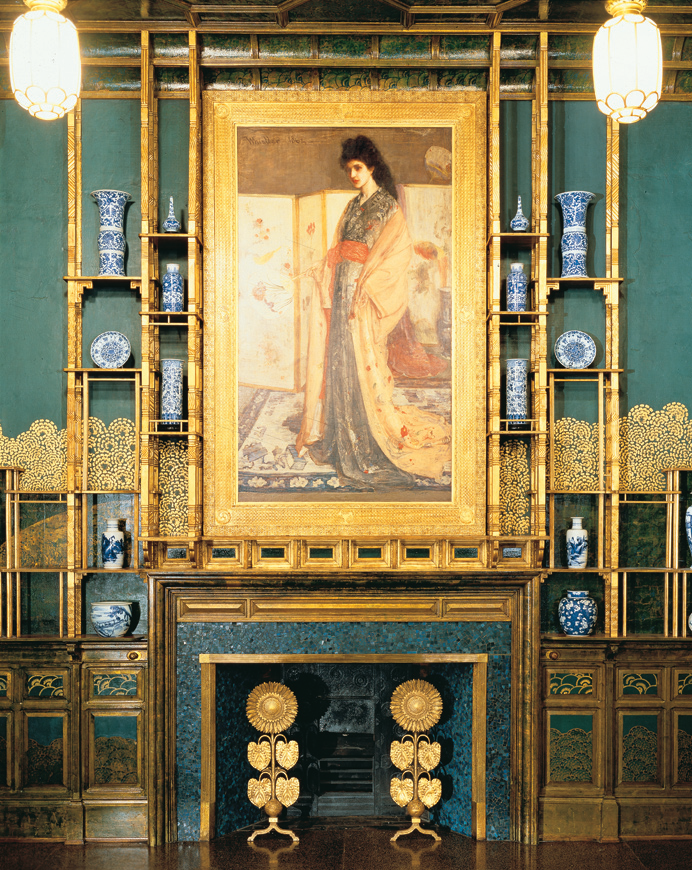
La Princesa de la Tierra de Porcelana, in situ en la Habitación del Pavo Real.

Jeckyll casi había completado su esquema decorativo, cuando una enfermedad le obligó a abandonar el proyecto. Whistler, quien entonces trabajaba decorando el recibidor de la casa, se ofreció voluntario para acabar el trabajo de Jeckyll en el cenador. Le preocupó que las rosas rojas que adornaban el cuero de las paredes, chocaban con los colores de La Princesa, y sugirió retocar el cuero con pintura amarilla. Leyland estuvo de acuerdo con este cambio menor. También le autorizó a embellecer las cornisas y el revestimiento de madera con un "patrón ondulatorio", derivado del diseño de la puerta de vidrio emplomado de Jeckyll, tras lo que Leyland se fue a su casa de Liverpool. Durante su ausencia, Whistler se fue haciendo cada vez más intrépido con sus modificaciones. 
A su regreso, Leyland quedó tan impresionado como sorprendido por las "mejoras" introducidas. Hasta el punto de que artista y patrón discutieron tan acaloradamemte sobre la habitación y el pago apropiado por el trabajo realizado, que rompieron la relación que era tan importante para el pintor. Posteriormente, Whistler pudo acceder a la casa, y pintó dos pavos reales luchando para representar al artista y a su patrón, titulando su composición "Arte y Dinero: o La Historia de la Habitación".
Se sabe que Whistler le dijo a Leyland: 

"Ah, te he hecho famoso, aunque mi trabajo vivirá cuándo tú hayas sido olvidado. Y posiblemente con suerte, en épocas venideras, sólo serás recordado como el propietario de la Habitación del Pavo Real."

La disputa entre Whistler y Leyland no acabó allí. En 1879, Whistler entró en bancarrota, y Leyland era su acreedor principal. Cuando los acreedores llegaron para inventariar la casa del artista y liquidar sus bienes, fueron sorprendidos por la pintura "El revestimiento de oro: Erupción de Lucro Inmundo (El Acreedor)", una gran caricatura de Leyland retratado como un demoníaco pavo real antropomórfico tocando un piano, sentando encima de la casa de Whistler, y pintado en los mismos colores utilizados en la Habitación del Pavo Real. El incidente está narrado en su libro, El Sutil Arte de Hacer Enemigos. Añadido al drama de Whistler, está su sincera simpatía por la mujer de Leyland, Frances, quién se separó de su marido en 1879. Otro afectado por esta historia fue Jeckyll: desconcertado por la primera visión de cómo se había concluido su habitación, regresó a su propia casa y fue encontrado totalmente recubierto de pan de oro tendido en el suelo de su estudio. Nunca se recuperó, y murió demente tres años más tarde.
Habiendo adquirido anónimamente La Princesa de la Tierra de Porcelana, el industrial estadounidense y coleccionista de arte Charles Lang Freer, adquirió después la habitación entera en 1904 a los herederos de Leyland (incluyendo a su hija y al marido de esta, el artista británico Val Prinsep). Freer instaló la Habitación del Pavo Real en su mansión en Detroit. Después de la muerte de Freer en 1919, la Habitación del Pavo real quedó permanentemente instalada en la Galería Freer, como parte del Smithsonian en Washington. La galería se abrió al público en 1923.